# عمان في الألعاب البارالمبية الصيفية 1988
تنافست سلطنة عُمان في دورة الألعاب البارالمبية الصيفية عام 1988 التي أقيمت في سيول، كوريا الجنوبية، وشارك المتنافسون في سباقات المضمار والميدان وتنس الطاولة ورفع الأثقال والمبارزة على الكراسي المتحركة.
لم يحصل 9 متسابقين كانوا يمثلون سلطنة عمان على أي ميداليات وبالتالي لم يحصلوا على مكان في جدول الميداليات.
شاركت سلطنة عمان في النسخ اللاحقة من الألعاب البارالمبية الصيفية، إلا أنها لم تشارك في الألعاب البارالمبية الشتوية، وشاركت سلطنة عمان في الألعاب البارالمبية المقامة في 2020 في طوكيو، اليابان، وحصلت على أول ميدالية برونزية وأحرزها محمد المشايخي. وكذلك في 2024 التي أقيمت في باريس، فرنسا

## نتائج
| ميدالية | اسم | رياضة | حدث | تاريخ |
| ------- | --- | ----- | --- | ----- |
|         |     |       |     |       |